# Franz Xaver Nagl
Franz Xaver Nagl (Wenen, 26 november 1855 – aldaar, 4 februari 1913) was een prelaat in het keizerrijk Oostenrijk. Hij was achtereenvolgens bisschop van Triëst-Capodistrië (1902-1910) in de Vrije rijksstad Triëst en het markgraafschap Istrië, en kardinaal-prins-aartsbisschop van Wenen (1911-1913).
Hij was lid van het Hogerhuis van Oostenrijk.

## Levensloop
Als zoon van herbergier Leopold Nagl groeide Franz Xaver Nagl op in Neder-Oostenrijk. Hij volgde er het priesterseminarie van Sankt Pölten en werd in 1878 tot priester gewijd. Hij volgde hogere studies: de priesterschool Frintaneum of Augustineum in Wenen (1879-1882), het Thomas van Aquinocollege in Rome (1882-1883) en de Pauselijke Universiteit Gregoriana in Rome (1883). Hij doctoreerde in de theologie in Wenen in 1883. Nadien was Nagl werkzaam in de pastoraal in Neder-Oostenrijk. Keizer Frans Jozef benoemde hem in 1885 tot hofkapelaan. Nagl werd in 1887 geestelijk directeur van het Frintaneum.
Nagl reisde in het jaar 1889 terug naar Rome waar hij dertien jaar verbleef. Nagl was rector van de Duitse priestergemeenschap verbonden met de Santa Maria dell’Anima. Hij ontving de titel van apostolisch protonotaris (1893) en kanunnik van de Stephansdom in Wenen.
In 1902 verhuisde Nagl naar het Oostenrijks deel van Italië nadat hij in Rome de bisschopswijding ontvangen had. Nagl bekleedde de bisschopstronen van Triëst en Capodistrië, ook Koper genoemd, van 1902 tot 1910. Nagl had er te maken met nationalistische tendensen die anti-Oostenrijks waren. Hij oefende het bisschopsambt dan ook omzichtig uit door zijn talenkennis uit te spelen: hij sprak Italiaans, Sloveens en Kroatisch. Hij zetelde als afgevaardigde in de Landtag van het markgraafschap Istrië, een van de Oostenrijkse Kroonlanden.
In 1910 werd Nagl hulpbisschop in Wenen met het recht van opvolging; dit ging gepaard met de eretitel van bisschop van Tyrus in Libanon. Na de dood van kardinaal-aartsbisschop Anton Josef Gruscha (2011) volgde Nagl hem op. Dit ging gepaard met disputen want een andere hulpbisschop werd hierbij gepasseerd: het ging om de populaire hulpbisschop Marschall. Prins-aartsbisschop Nagl besteedde zijn tijd aan kerkenbouw, het katholieke verenigingsleven en de katholieke pers in Wenen. Nagl ontving van paus Pius X de kardinaalshoed in 1912; als kardinaal bezat hij als titelkerk de basiliek van San Marco. Deze kardinaalsbenoeming beloonde keizer Frans Josef met Nagl te benoemen tot adviseur van de keizer. In hetzelfde jaar 1912 organiseerde Nagl het XXIIIe Internationaal Eucharistisch Congres in Wenen.
Als politieke mandaten bekleedde de prins-aartsbisschop de volgende ambten: lid van de Landtag van Neder-Oostenrijk en lid van het Hogerhuis van de Rijksraad van Oostenrijk (1911-1913).
Een jaar later overleed hij. Zijn lichaam werd begraven in de Stephansdom (1913).